# SOS Amor
S.O.S. Amor est une chanson d'Alain Bashung, sorti en single en 1984. Il permet à Bashung de renouer avec le succès. Elle apparait en album d'abord en version live sur Live Tour 85 l'année suivante, puis sur l'album Passé le Rio Grande en titre bonus.